# Montpellier Hérault Sport Club Volley-Ball
Il Montpellier Hérault Sport Club Volley-Ball è una società pallavolistica maschile francese, con sede a Montpellier: milita nel campionato francese di Ligue A e fa parte della società polisportiva Montpellier Hérault Sport Club.

## Storia
Il club nacque nel 1941 per iniziativa della polisportiva (esistente già dal 1921) facente capo all'Università di Montpellier. Dopo la seconda guerra mondiale s'impose presto ai vertici del campionato francese: ne vinse quattro tra il 1947 e il 1951, per ritornare poi in auge nella prima metà degli anni settanta, quando ottenne altre tre vittorie (1972, 1973 e 1975).
Nei decenni successivi alternò discrete prestazioni in campionato e nelle coppe europee (fu terza in Coppa CEV nel 1987). Nel 2008 ha disputato la finale di Coppa di Francia. 
Nel 2021, con l'ingresso del Groupe Nicollin, già proprietario del club di calcio del Montpellier, come azionista di maggioranza, il club opera un rebranding totale: cambia nuovamente denominazione in Montpellier Hérault Sport Club Volley-Ball, oltre che colori sociali e stemma, adottando quelli della formazione calcistica, che torna quindi a essere una società polisportiva. Nella stagione 2021-22 vince il suo ottavo scudetto, mentre nella stagione seguente centra la vittoria in Supercoppa francese.

## Rosa 2019-2020
| N° | Nome               | Ruolo | Data di nascita  | Nazionalità sportiva |
| -- | ------------------ | ----- | ---------------- | -------------------- |
| 1  | Javier González    | P     | 21 gennaio 1983  | Italia               |
| 2  | Corentin Phelut    | P     | 22 giugno 2000   | Francia              |
| 3  | Zahiane Quellec    | S     | 15 agosto 2001   | Francia              |
| 4  | Kévin Kaba         | C     | 8 giugno 1994    | Francia              |
| 5  | Quentin Jouffroy   | C     | 5 luglio 1993    | Francia              |
| 6  | Clément Diverchy   | P     | 6 aprile 1998    | Francia              |
| 7  | Théo Conré         | S     | 15 giugno 1997   | Francia              |
| 8  | Joachim Panou      | S     | 27 agosto 1997   | Francia              |
| 9  | Nicolas Méndez     | S     | 2 novembre 1992  | Italia               |
| 10 | Ryan Sclater       | O     | 10 febbraio 1994 | Canada               |
| 11 | Fynnian McCarthy   | C     | 4 dicembre 1999  | Canada               |
| 12 | Quentin Grosnon    | L     | 28 ottobre 2001  | Francia              |
| 14 | Benjamin Diez      | L     | 4 aprile 1998    | Francia              |
| 17 | Nicolas dos Santos | C     | 17 marzo 1995    | Italia               |
| 18 | Quentin Passet     | S     | 14 agosto 2000   | Francia              |
| 19 | Mihajlo Stanković  | S     | 5 giugno 1993    | Serbia               |
| 20 | Julien Lecat       | S     | 14 maggio 1999   | Francia              |

## Palmarès
- Campionato francese: 8

1946-47, 1948-49, 1949-50, 1950-51, 1971-72, 1972-73, 1974-75, 2021-22
- Supercoppa francese: 1

2022

## Denominazioni precedenti
- 1941-2010: Montpellier Université Club
- 2010-2012: Montpellier Volley Université Club
- 2012-2015: Montpellier Agglomération Volley Université Club
- 2015-2020: Montpellier Volley Université Club
- 2020-2021: Montpellier Castelnau Volley Université Club